# Saturnz Barz
Saturnz Barz è un singolo del gruppo musicale britannico Gorillaz, pubblicato il 23 marzo 2017 come primo estratto dal quinto album in studio Humanz.

## Tracce
Testi e musiche dei Gorillaz e Popcaan.
Download digitale
1. Saturn Barz (feat. Popcaan) – 3:01

Download digitale – Banx & Ranx Remix
1. Saturn Barz (feat. Popcaan) (Banx & Ranx Remix) – 3:15

Download digitale – Baauer Remix
1. Saturn Barz (feat. Popcaan) (Baauer Remix) – 3:48

## Formazione
Musicisti
- Gorillaz – voce, strumentazione
- Popcaan – voce
- The Humanz – voci aggiuntive

Produzione
- Gorillaz, The Twilite Tone of DAP, Remi Kabaka – produzione
- Stephen Sedgwick – ingegneria del suono, missaggio
- Samuel Egglenton – assistenza tecnica agli Studio 13
- KT Pipal – assistenza tecnica ai Mission Studio
- John Davis – mastering

## Classifiche
| Classifica (2017) | Posizione massima |
| ----------------- | ----------------- |
| Francia           | 114               |
| Regno Unito       | 87                |
| Stati Uniti       | 101               |